# Plantaža
Plantaža ali nasad je površina tal, na katerega človek zaradi ekonomskih razlogov nasadi rastline iste vrste. Po navadi gre pri tem za drevesa ali grme. Gre za monokulture nasadov rastlin.

## Vrste plantaž
Na plantažah gojijo predvsem kavovec (Coffea), čajevec (Camellia sinensis), bombaž, banane, sladkorni trs, kavčukovec, kakavovec (Theobroma cacao), poper, oljke, ananas, arašide (Arachis hypogaea), navadno lesko, mandlje, agrume (pomaranča, limona, mandarina), marelice, breskve ali nektarine, jabolka in hruške.

## Plantažne kolonije
V 16., 17. in 18. stoletju so Portugalci, Španci, Angleži, Francozi, Nizozemci in drugi Evropejci v velikih delih ameriške celine (vključno s Surinamom) in po celotnem Karibskem otočju ustanovili nasade v velikem obsegu. S sužnji kot delavci - najprej Indijanci, kasneje Afričani in Azijci – so evropski lastniki nasadov v teh plantažnih kolonijah gojili tropske kmetijske proizvode za evropski trg. 

## Suženjstvo
Pojem plantaž je tesno povezan s suženjstvom, saj so za delo na plantažah v kolonializmu uporabljali prisilno delovno silo, ki so jo po večini sestavljali afriški sužnji. Tako so v ZDA, na Karibe in Južno Ameriko v tem času naselili veliko afriško populacijo, ki danes ponekod predstavlja večinsko prebivalstvo.

## Galerija slik
- plantaža oljnih palm v Kolumbiji
- Oljne palme v Kamerunu
- Indijski kavčukovec v Maleziji
- Plantaža bombaža v Združenih državah.